# 木下俊胤
木下 俊胤（きのした としたね）は、豊後国日出藩10代藩主。初名は忠照。通称は荘左衛門、主計。官位は従五位下、左衛門佐。

## 人物
明和4年（1767年）9月10日、先代藩主・俊泰の養嗣子となった。同年10月15日、将軍徳川家治に御目見する。同年12月16日、従五位下・左衛門佐に叙任する。明和5年（1768年）9月21日、俊泰の死去により跡を継いだ。明和9年（1772年）2月、江戸で大火が起こったとき、火消し役としての任務を立派に遂行したと言われている。また、俊胤は智勇兼備の人物で、伊藤金蔵に師事して学問を学び、自ら講師となって藩士への教育に務めたと言われている。著書にも「千体観音図帳」がある。馬術や剣術、槍術にも優れており、免許皆伝の腕前だった。
安永5年（1776年）5月20日、日出で死去し、跡を長男の俊懋が継いだ。法号は赫赫院。墓所は東京都港区高輪の泉岳寺。

## 系譜
父母
- 戸田忠余（実父）
- 小川氏 - 側室（実母）
- 木下俊泰（養父）

正室
- 於久 - 木下俊泰の養女、木下利忠の娘

子女
- 木下俊懋（長男）生母は於久（正室）
- 堀直方正室
- 横山知雄正室
- 高井常房室
- 山崎義徳正室
- 溝口直清正室
- 小笠原信成正室